# Parc de la citadelle de Kowloon
Le parc de la citadelle de Kowloon (九龍寨城公園, Kowloon Walled City Park) est un parc public de Hong Kong situé à Kowloon City. La citadelle de Kowloon était un bastion militaire datant du 15e siècle, sous juridiction de la République populaire de Chine, mais à l'intérieur de la colonie britannique de Hong Kong. L'endroit, sans possibilité de contrôle par la Chine à cause de l'occupation britannique, est devenu au XXe siècle un quartier général du crime organisé. En vertu d'un accord entre le gouvernement de Hong Kong et la Chine, la citadelle est évacuée en 1987, puis démolie dans les années 1990, tandis que les bâtiments historiques encore présents sont préservées pour être incorporées dans le nouveau parc.
Le parc de la citadelle de Kowloon est désigné sous le nom de « jardin Jiangnan » (江南) au début de la dynastie Qing. D'une superficie de 3,1 hectares au total, il est divisé en huit zones thématiques avec leurs propres décors caractéristiques, correspondant au style général du parc. Sa conception reçoit un prix lors de l'exposition horticole de 1993 de Stuttgart.

## Histoire
Au milieu du 19e siècle, le gouvernement Qing commence à construire une enclave à côté de la baie de Kowloon (en), entourée de murs de pierre. La citadelle est initialement utilisée à des fins militaires, abritant de nombreux soldats et leurs familles. Pendant la Seconde Guerre mondiale, les murs de pierre sont démolis par l'armée impériale japonaise. Une partie d'entre eux sont enterrés et bien conservés sous le sol.
Dans les années 1970, la population de la citadelle passe à 41 000 habitants. Le nombre de bâtiments est de 503 en 1994. À ce moment-là, le gouvernement colonial britannique a de plus en plus de mal à gérer et à contrôler les crimes graves dans la région liés à la drogue, au jeu illégal, à la prostitution et au charlatanisme. De plus, les usines nationales, de textile, de confiserie et de production de nouilles jook-sing (en), sont situées dans la région. Après la déclaration commune sino-britannique sur la question de Hong Kong de 1984, la Grande-Bretagne et la Chine entament une discussion sur la résolution du problème de la citadelle, et annoncent ensuite sa démolition le 14 janvier 1987. Entre 1987 et 1989, les habitants sont réinstallés et la démolition commence en 1993.
En 1995, le site est transformé en parc pour les résidents des environs. En raison de sa proximité avec l'aéroport international Kai Tak, et pour que le parc puisse avoir une vue plus dégagée, la réglementation de la hauteur des bâtiments est strictement appliquée.

## Installations principales
Le parc se compose principalement de huit éléments paysagers : le yamen (衙府), l'ancienne porte du Sud (南門), les huit promenades florales (八徑異趣), le jardin des quatre saisons (四季同馨 – 廣蔭庭), le jardin du zodiaque chinois (生肖倩影 – 童樂苑), le jardin d'échecs (棋壇比弈遊弈園), le pavillon de la vue de montagne (邀山樓) ainsi que le pavillon Fei Sing (魁星半亭) et le rocher Guibi (歸璧石).

### Le yamen

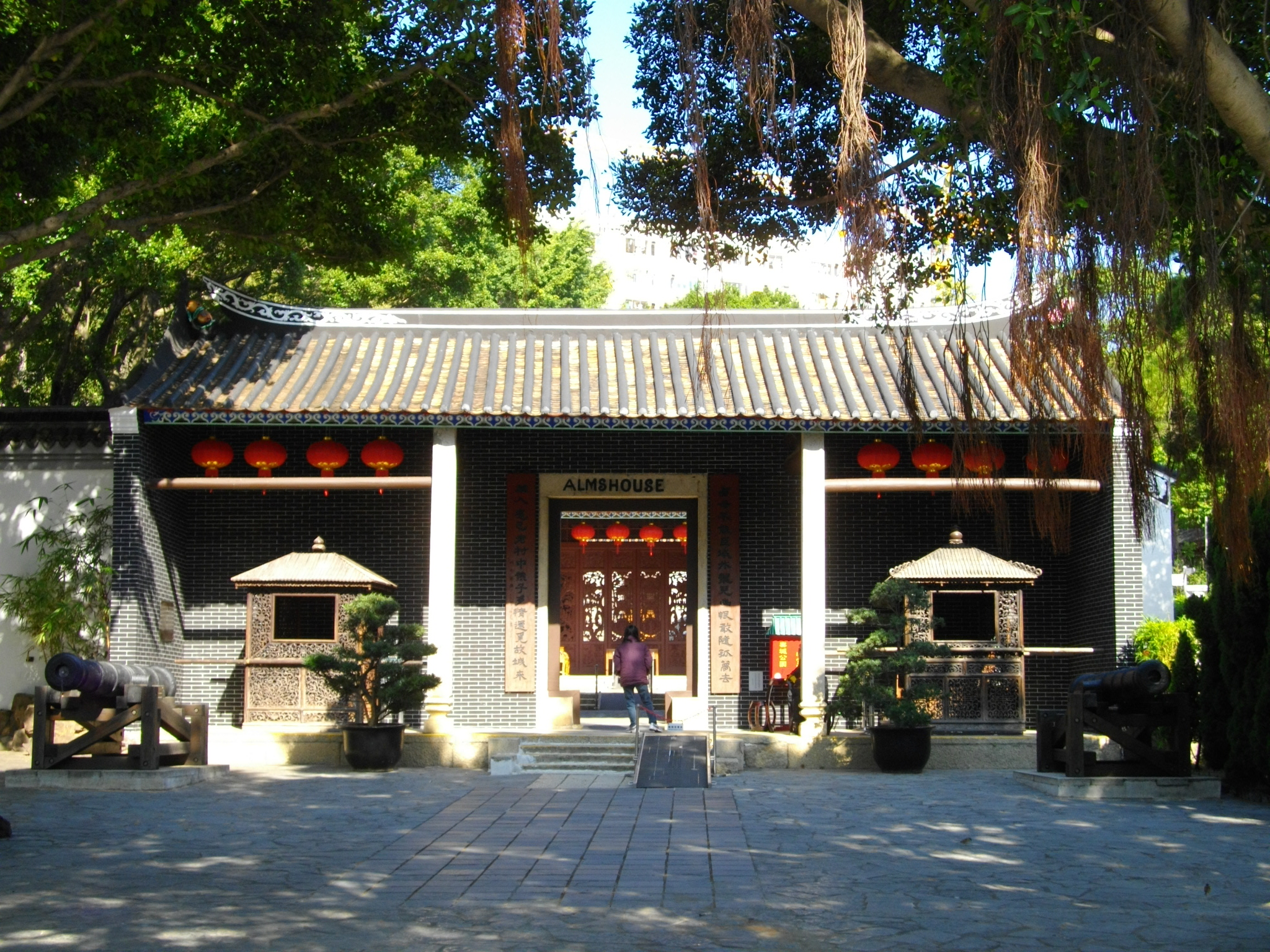
Le yamen du parc.

Le yamen (衙府) est situé au centre du parc et est le seul ancien bâtiment Qing qui reste. Il est construit en 1847 et son intérieur est dominé par les bureaux du commodore de la brigade Dapeng (大鵬協府) et l'inspection militaire assistante de Kowloon (九龍巡檢司衙署). Il est conçu avec trois rangées et quatre ailes de maisons. Ses murs et bases de colonnes sont construits à partir de briques et de granit, tandis que le toit est une structure traditionnelle recouverte de tuiles cylindriques et plates. Après 1899, le yamen est utilisé à des fins caritatives comme la maison des personnes âgées nommée Almshouse. Il est désormais officiellement classé monument déclaré à Hong Kong. 6 salles d'exposition sont ìnstallées à l'intérieur.

### L'ancienne porte du Sud

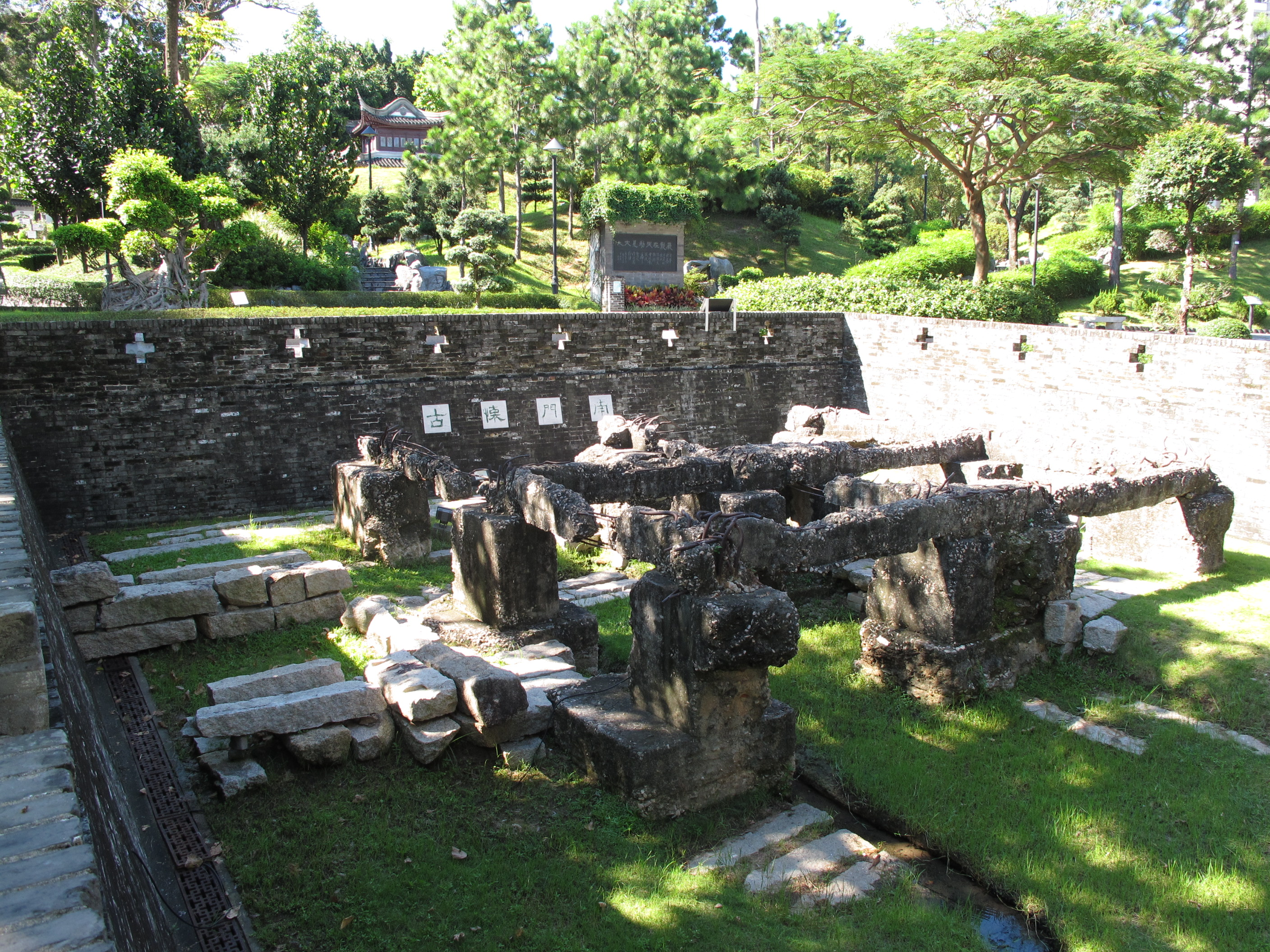
L'ancienne porte du Sud du parc.

Le site original de la porte du Sud (南門) est classé monument déclaré et toutes les reliques actuelles et futures sont protégées. Des dalles, des pierres angulaires des bâtiments et un drain sont découverts. En outre, deux plaques de granit avec des caractères chinois disant « Porte du Sud » et « Citadelle de Kowloon » sont découverts sur le site de la porte Sud d'origine lorsque la citadelle est démolie en 1994.

### Les huit promenades florales

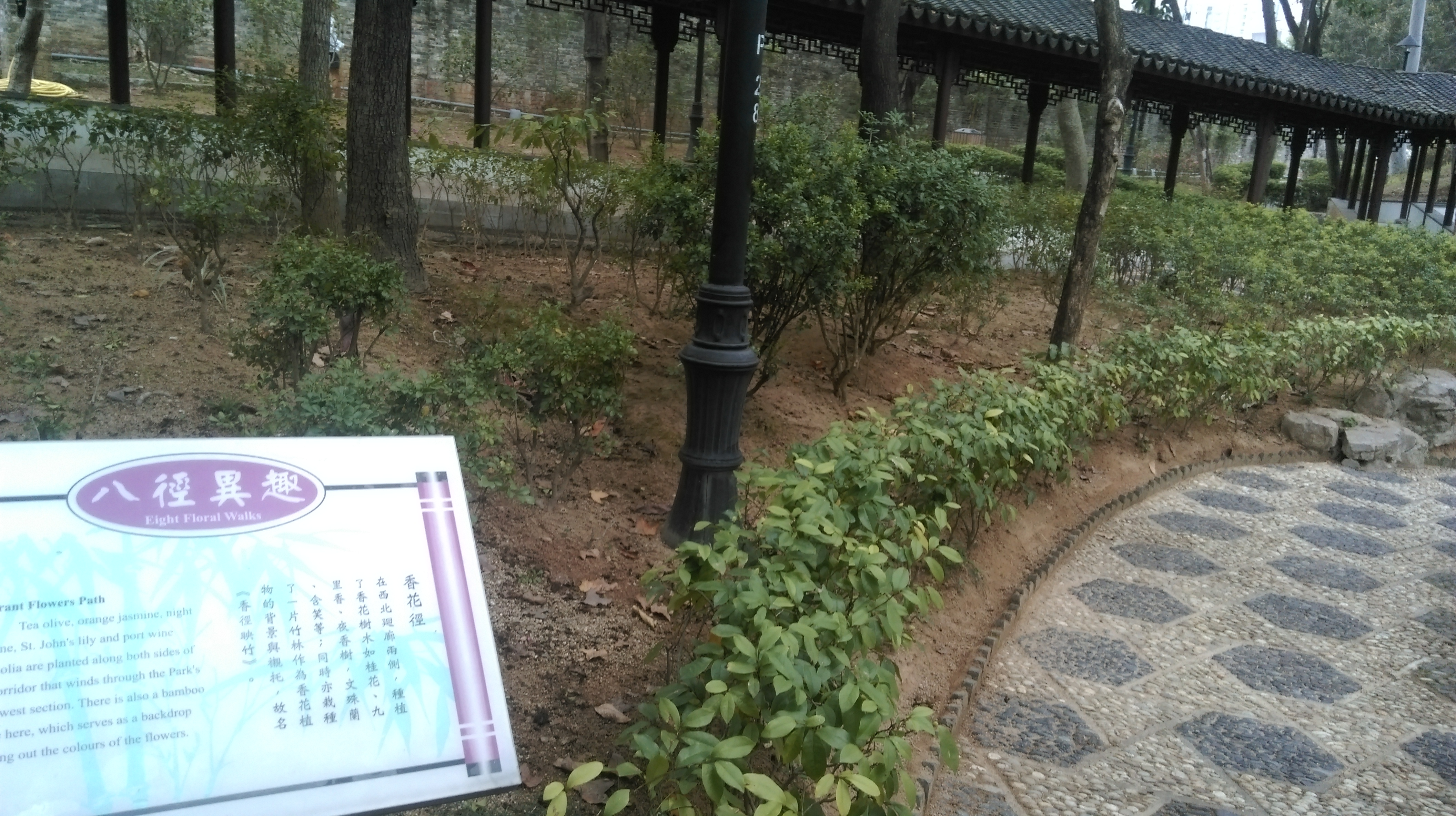
Les huit promenades florales du parc.

Les huit promenades florales sont un réseau de sentiers qui relie les caractéristiques paysagères distinctes du parc. Différents types de fleurs qui fleurissent à différentes saisons sont plantés des deux côtés du chemin pour accentuer le paysage du parc en toutes saisons.

### Le jardin des quatre saisons

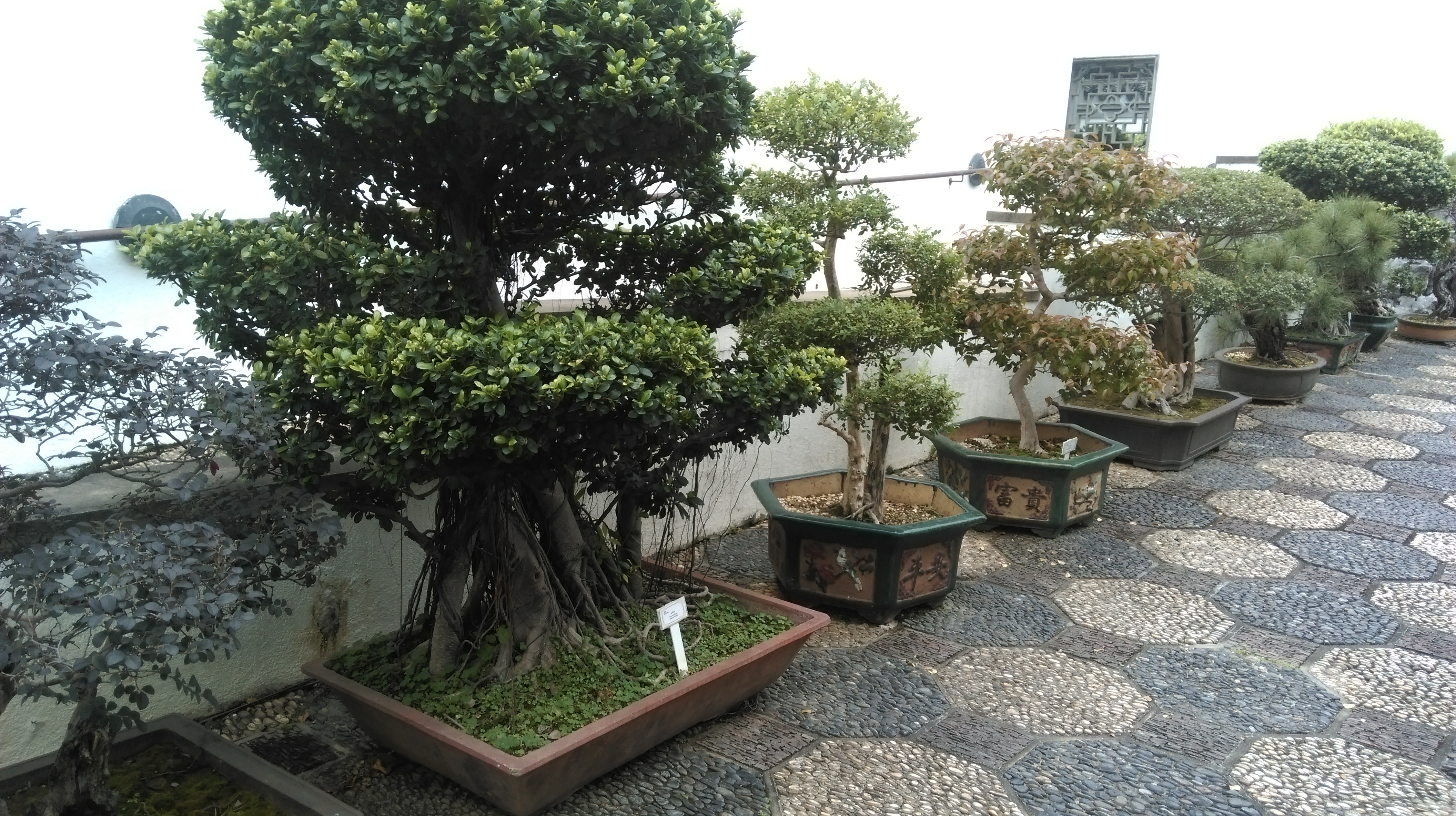
La place Kwong Yam du parc.

Situé à l'ouest du yamen, la place Kwong Yam est un jardin où l'on peut voir des fleurs des quatre saisons.

### Le jardin du zodiaque chinois

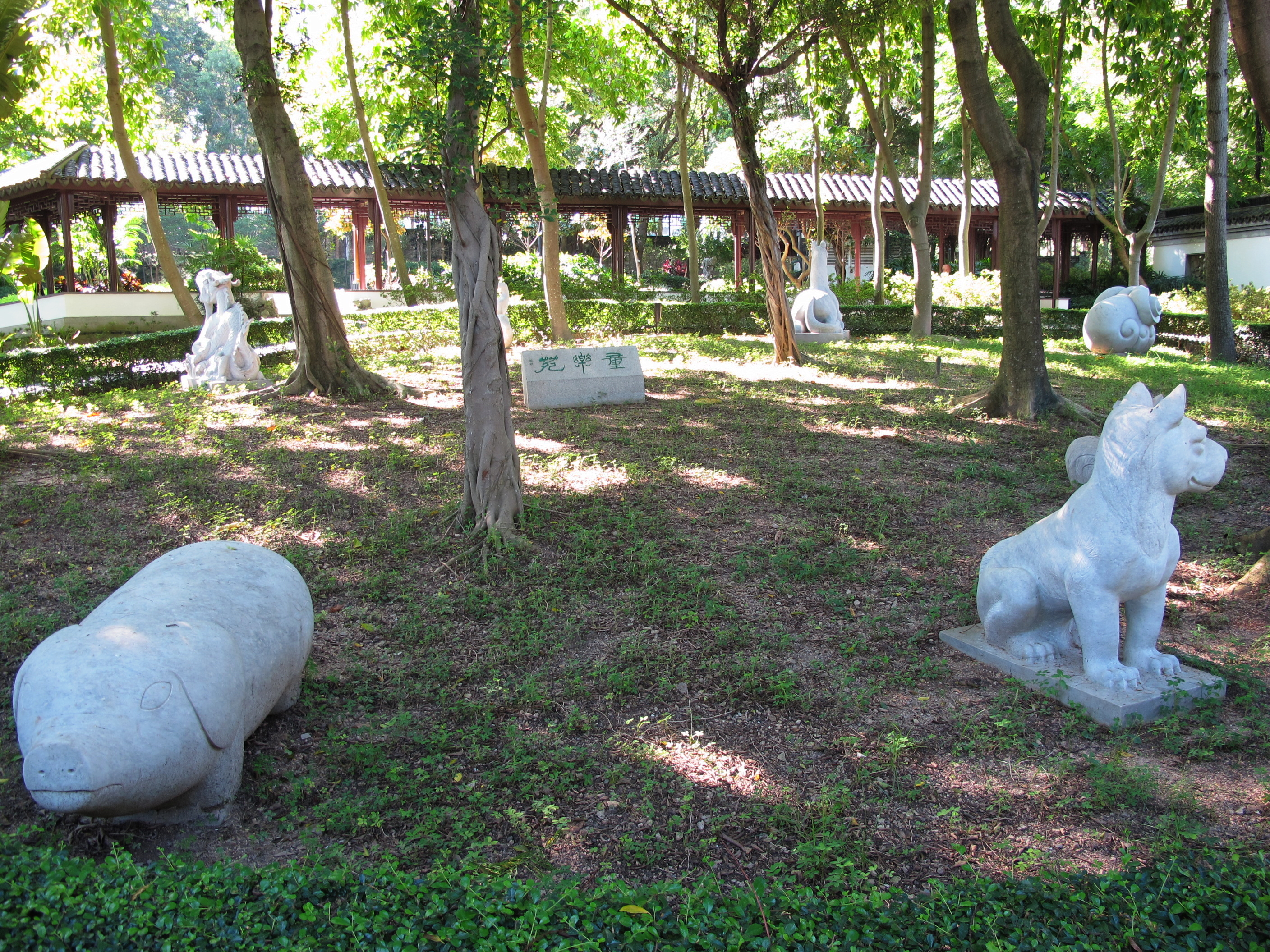
Le jardin du zodiaque chinois du parc.

Le jardin présente 12 sculptures du zodiaque chinois aux formes vives. Ils sont disposés selon les tiges célestes (天干, tiangan) et les branches terrestres (地支, dizhi) en astrologie chinoise.

### Le jardin d'échecs

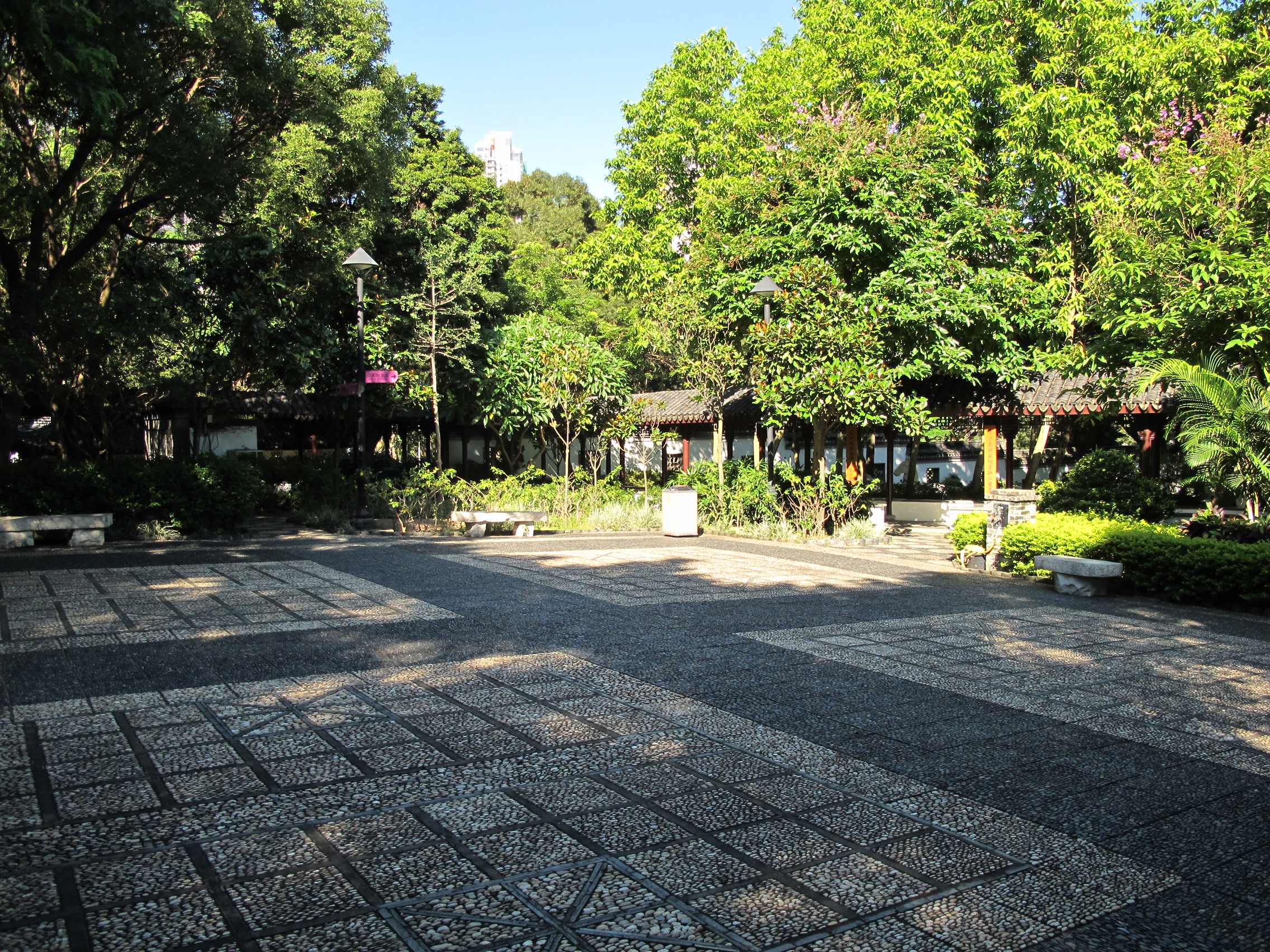
Le jardin d'échecs du parc.

Il y a quatre énormes échiquiers construits sur le sol avec des cailloux pour que les visiteurs puissent profiter d'une partie d'échecs.

### Le pavillon de la vue de montagne

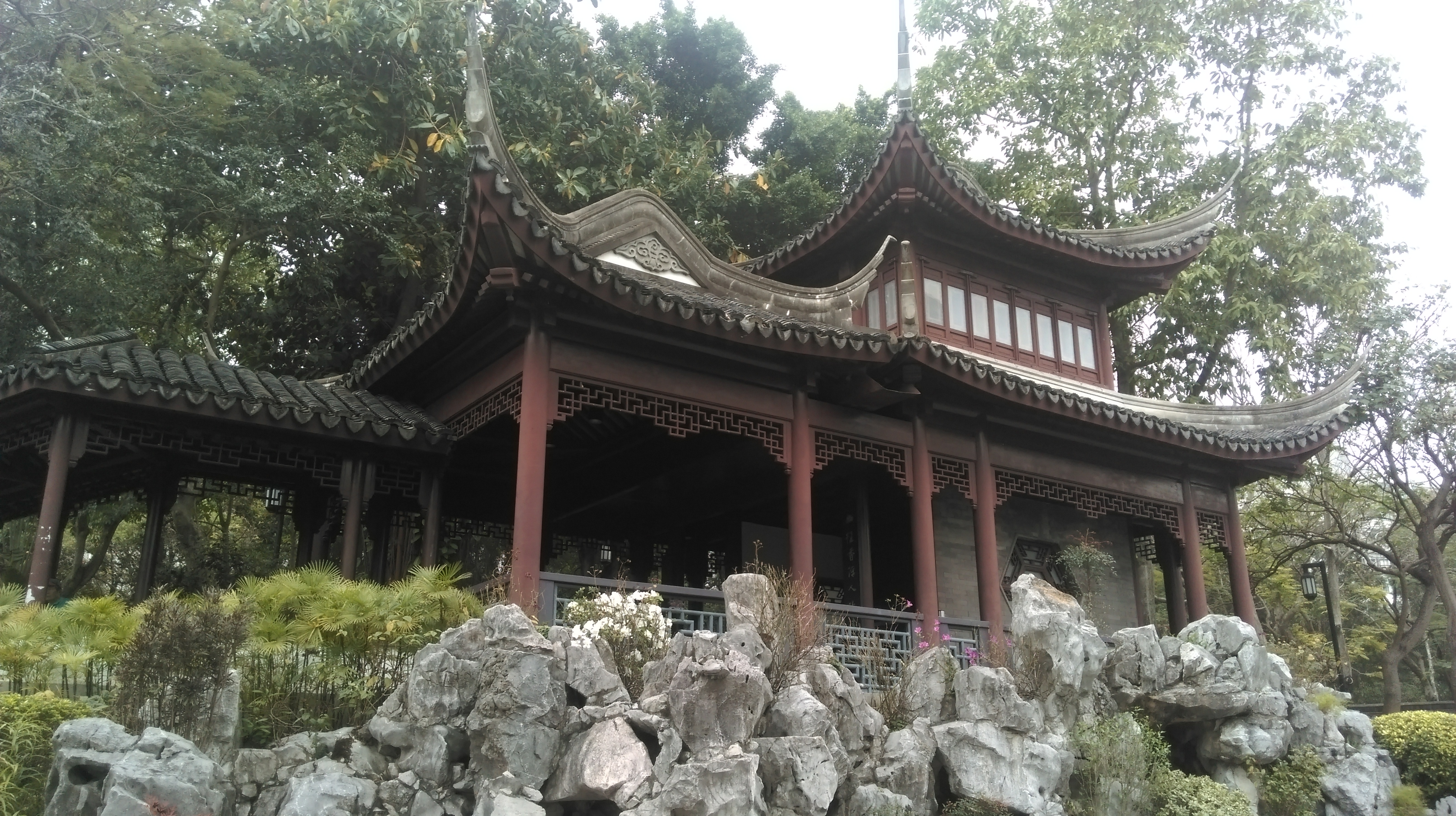
Le pavillon de la vue de montagne du parc.

Le pavillon de la vue de montagne offre une belle vue lointaine du rocher du lion, qui ressemble à un lion assis avec sa tête face au pavillon.

### Le rocher Guibi et le pavillon Fui Sing

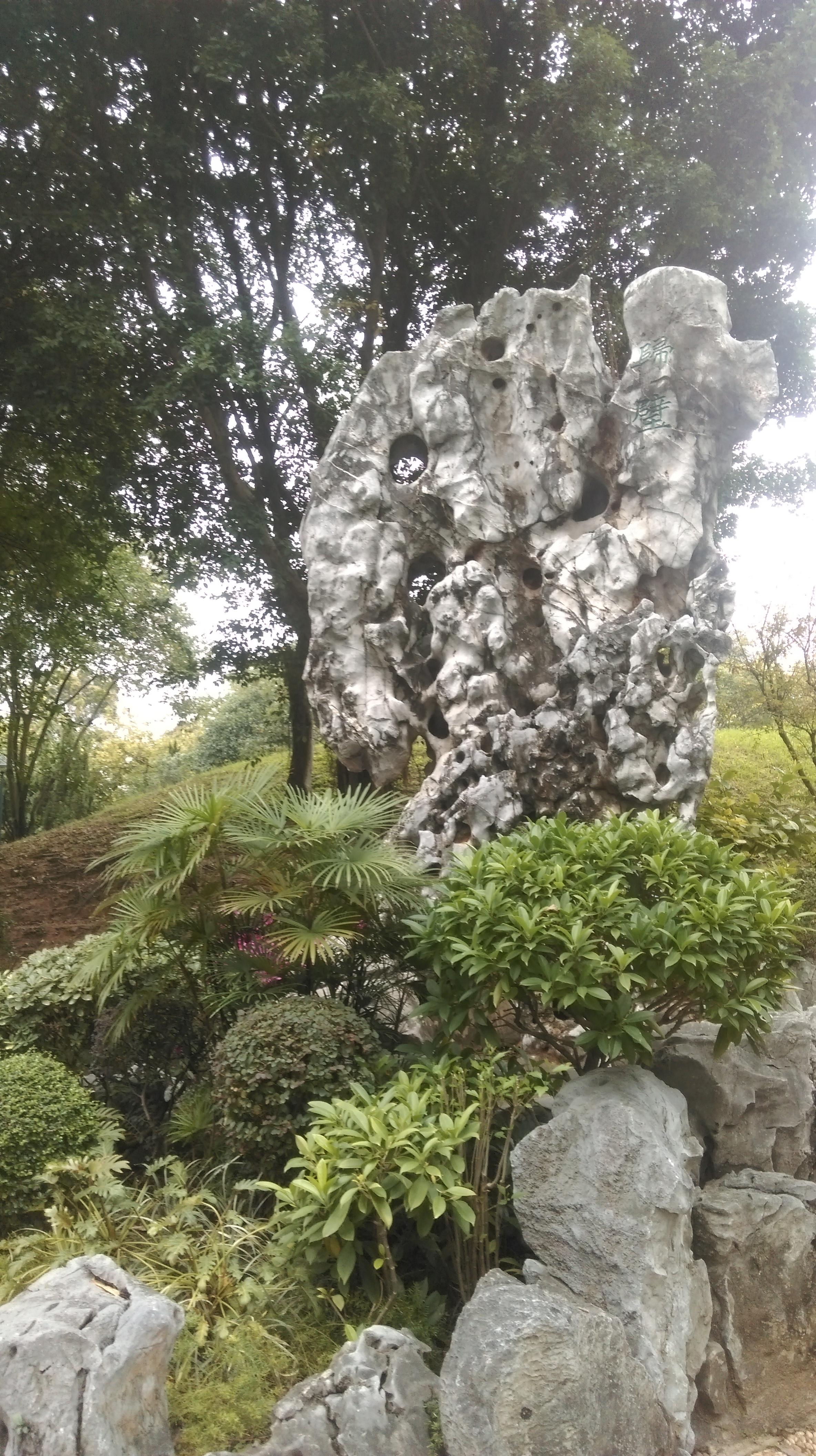
Le rocher Guibi du parc.

Le rocher Guibi a été sculpté dans le rocher Taihu (太湖石). Il est nommé Guibi car ses veines sont similaires à celles du jade ancien. Le pavillon Fui Sing symbolise une constellation de littérature et de sagesse. Le rocher Guibi symbolise également l'espoir de rétrocéder Hong Kong en Chine.

## Exposition
Une exposition est officiellement ouverte au public le 19 avril 2009. Elle se compose d'une zone d'exposition extérieure et de six salles d'exposition à l'intérieur de l'ancien yamen.
La zone d'exposition extérieure est située près de la porte Sud et présente une tablette et une maquette de la citadelle de Kowloon. Le recto de la tablette comporte un article d'introduction inscrit tandis que le verso présente la coupe transversale de la citadelle de Kowloon pré-démolie et la représentation de la vie quotidienne de ses habitants. Derrière la tablette se tient une maquette miniature en bronze de la citadelle qui permet aux visiteurs de toucher et de regarder de plus près la ville.
Les six salles d'exposition situées à l'intérieur du yamen illustrent le cadre de vie à l'intérieur de la citadelle à travers des images et des sons interactifs.

## Visite guidée
Des visites guidées sont organisées pour fournir de plus amples informations sur l'histoire de la citadelle de Kowloon et les caractéristiques du jardin chinois dans le parc. Les visites sont gratuites pour les groupes et les visiteurs du parc. La durée de la visite est d'environ 45 minutes avec environ 30 visiteurs par visite. Les visites font également référence au parc et donnent des explications détaillées sur certaines expositions et panneaux d'affichage.

## Heures d'ouverture
Le parc est ouvert de 6h30 à 23h00 tous les jours. Les salles d'exposition sont ouvertes tous les jours de 10h00 à 18h00 sauf le mercredi.

## Accès
Les visiteurs arrivant par la sortie B2 de la station de métro de Lok Fu (en) de la Kwun Tong Line peuvent marcher 10 minutes ou prendre le minibus 39M pour Tung Tau Tsuen Road.

## Galerie

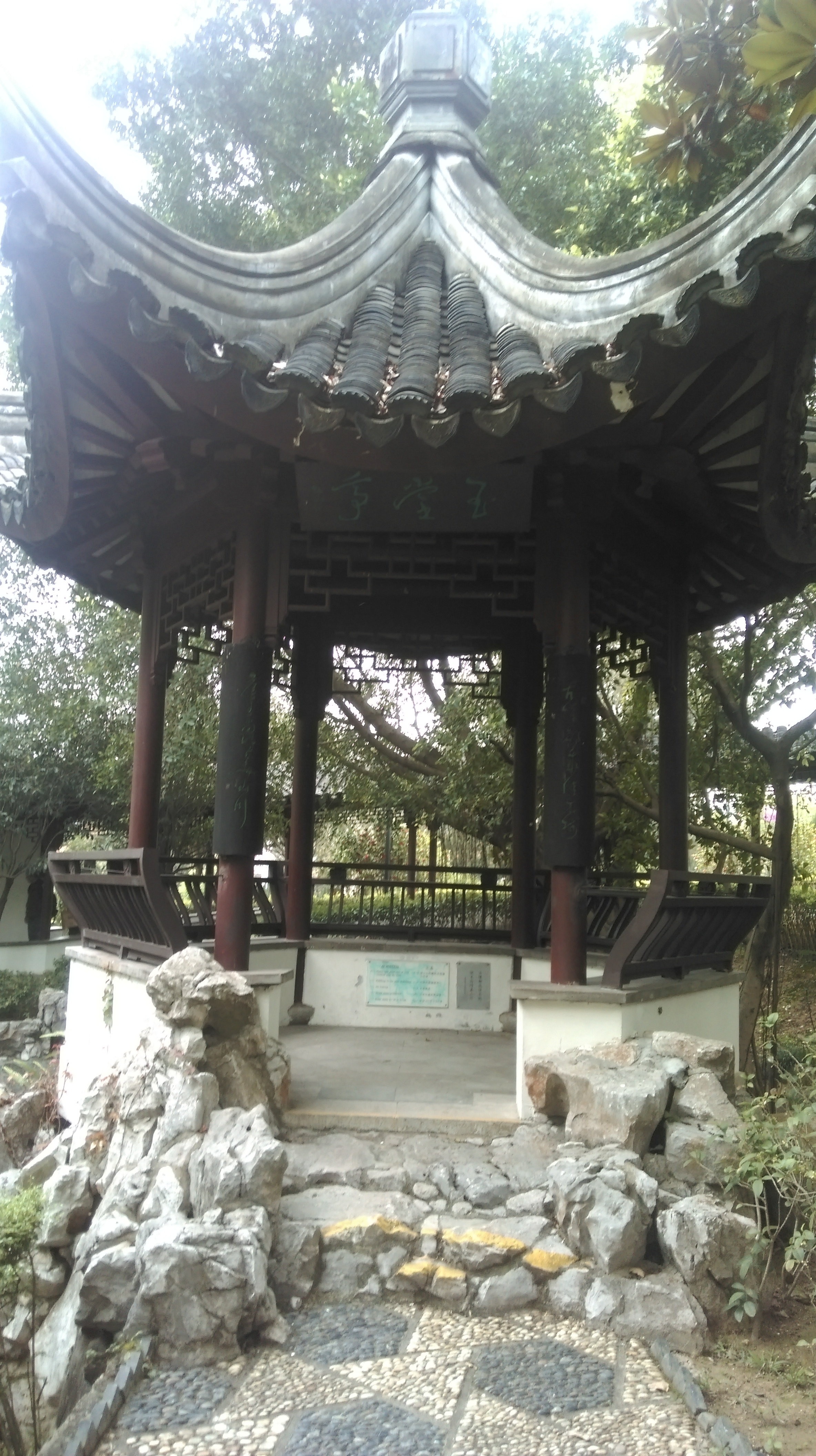
Le pavillon Yuk Tong.
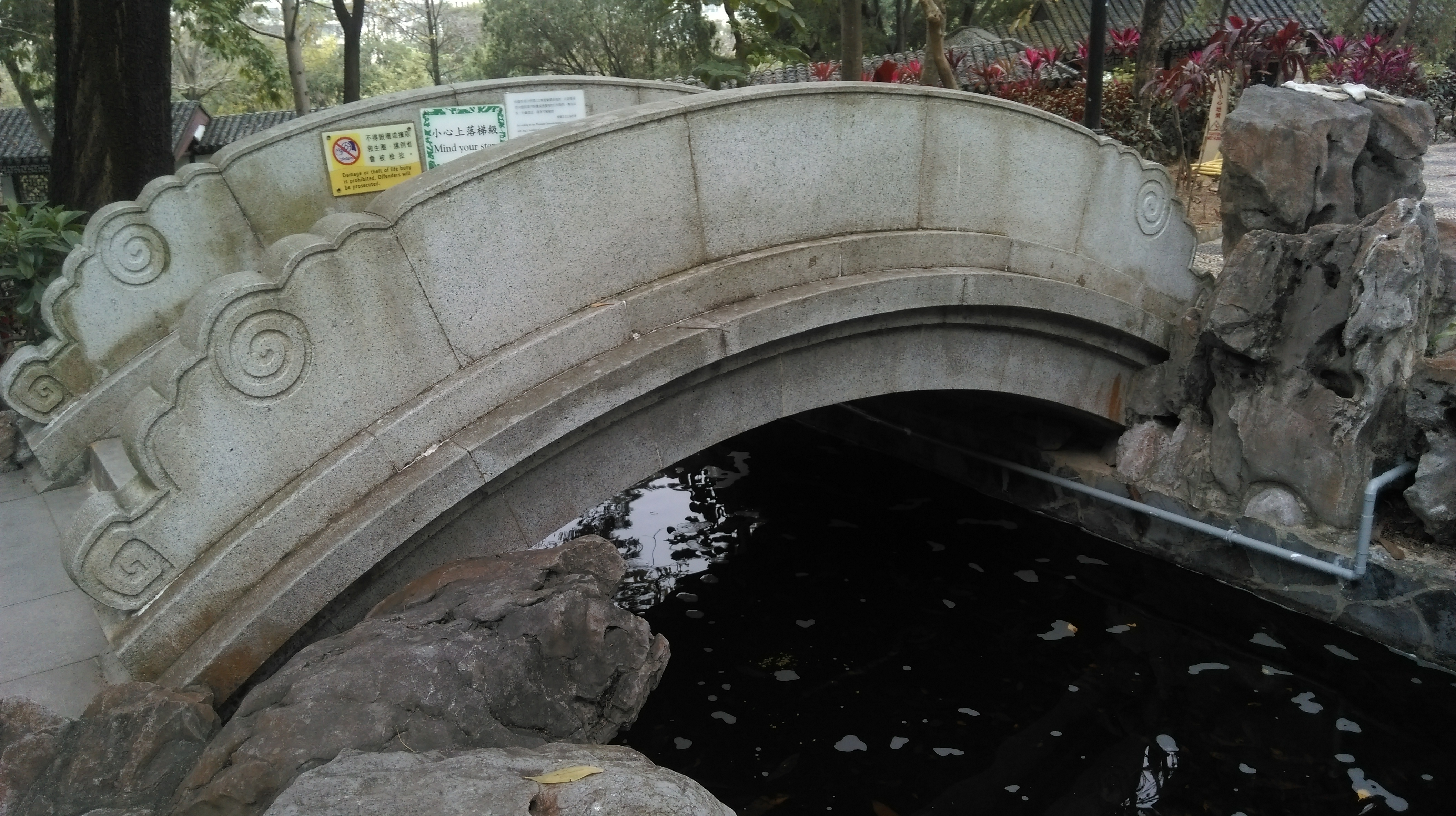
Le pont Lung Tsun.
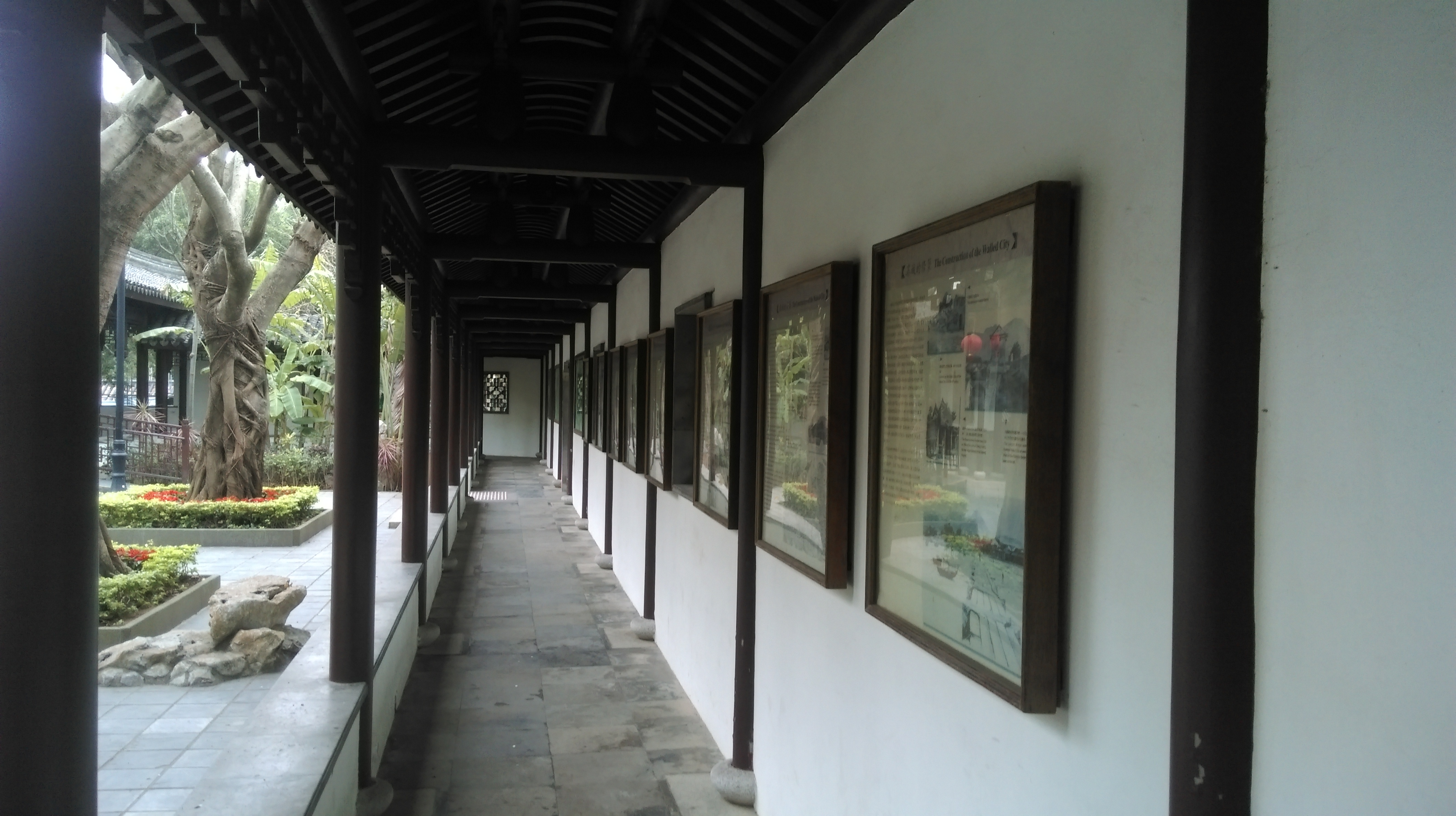
Galerie aux photos.
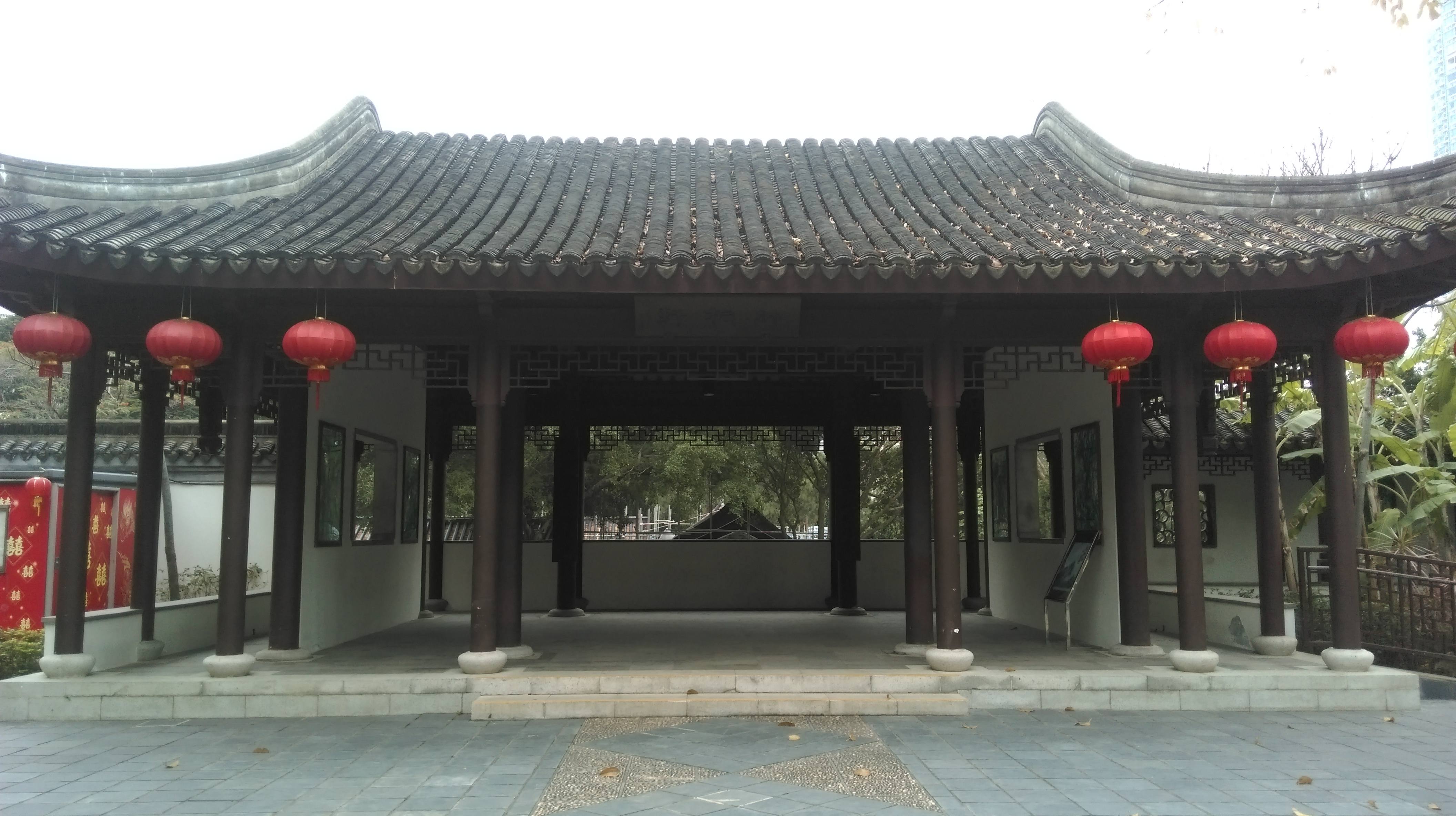
La pavillon de bambou.
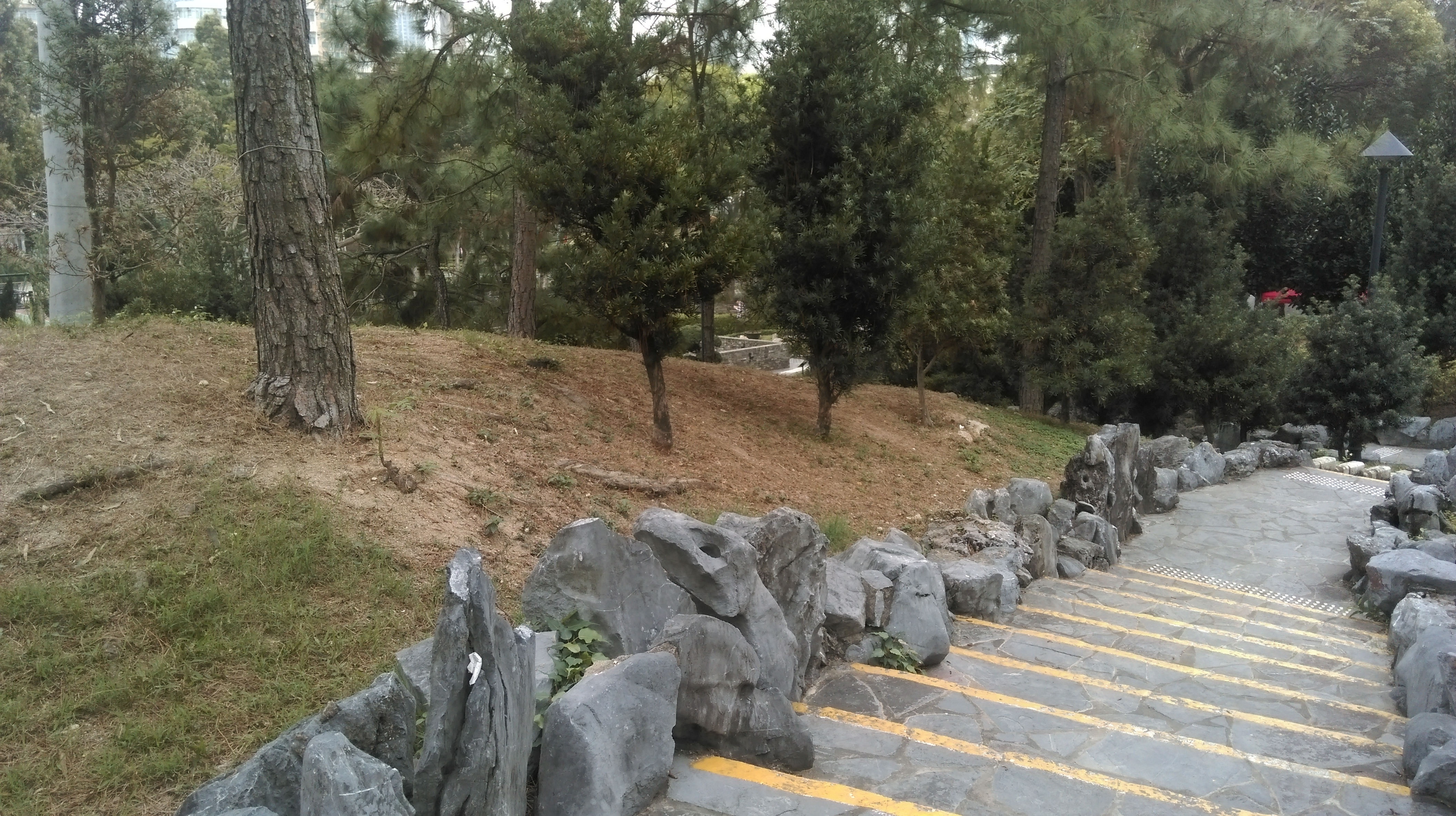
Le chemin de pin.
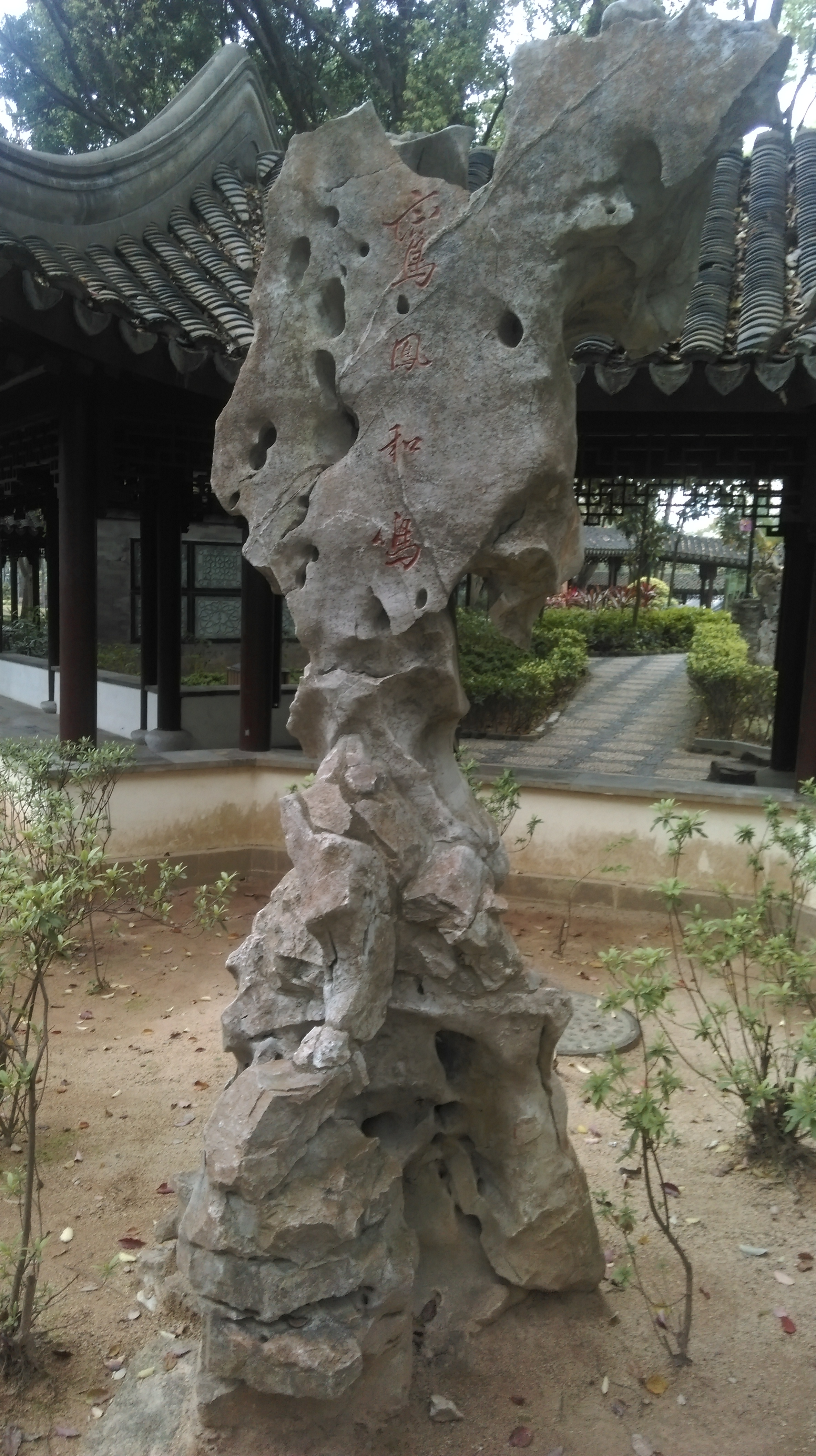
Le rocher du mariage.
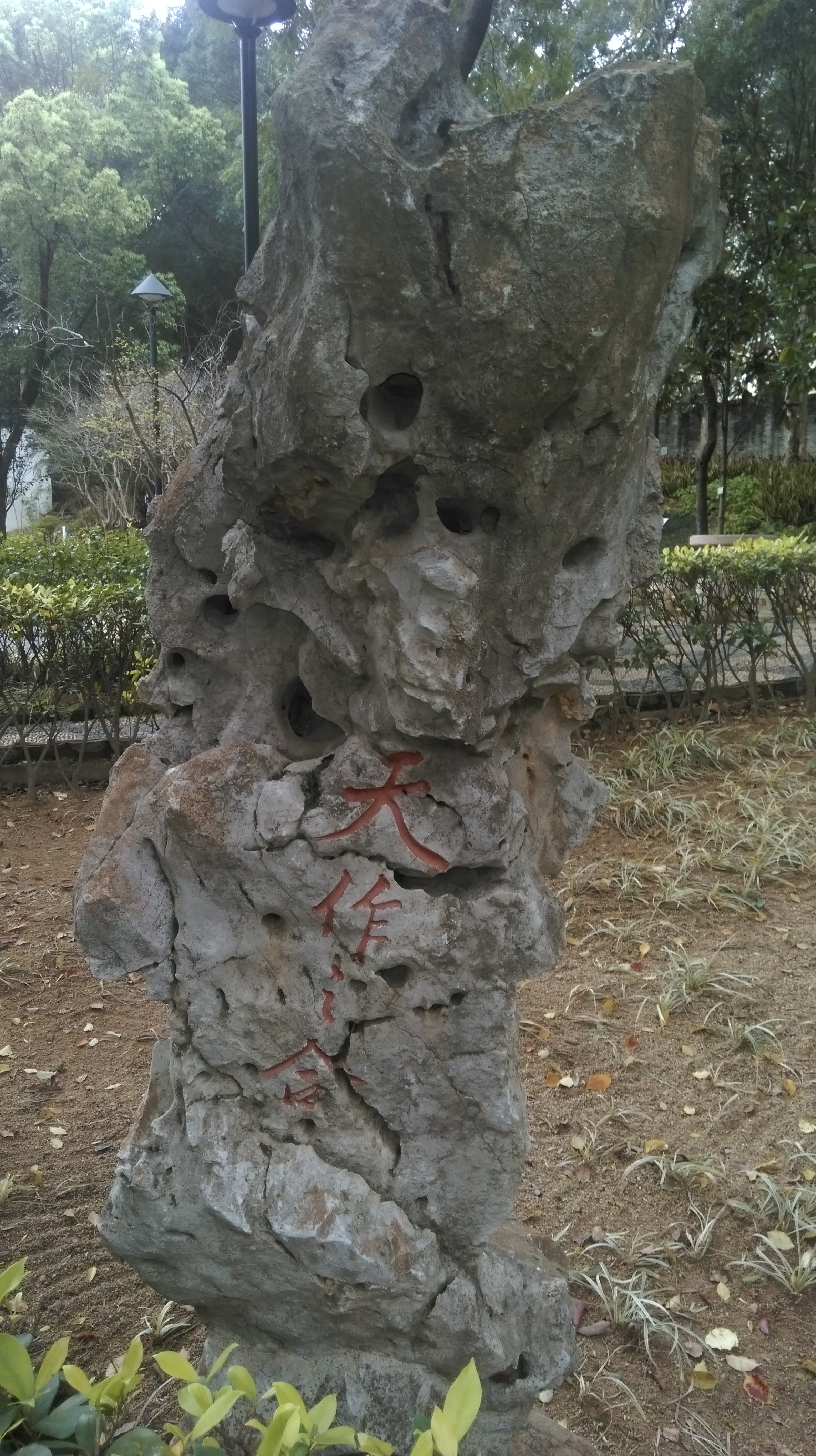
Le rocher de la longue vie.
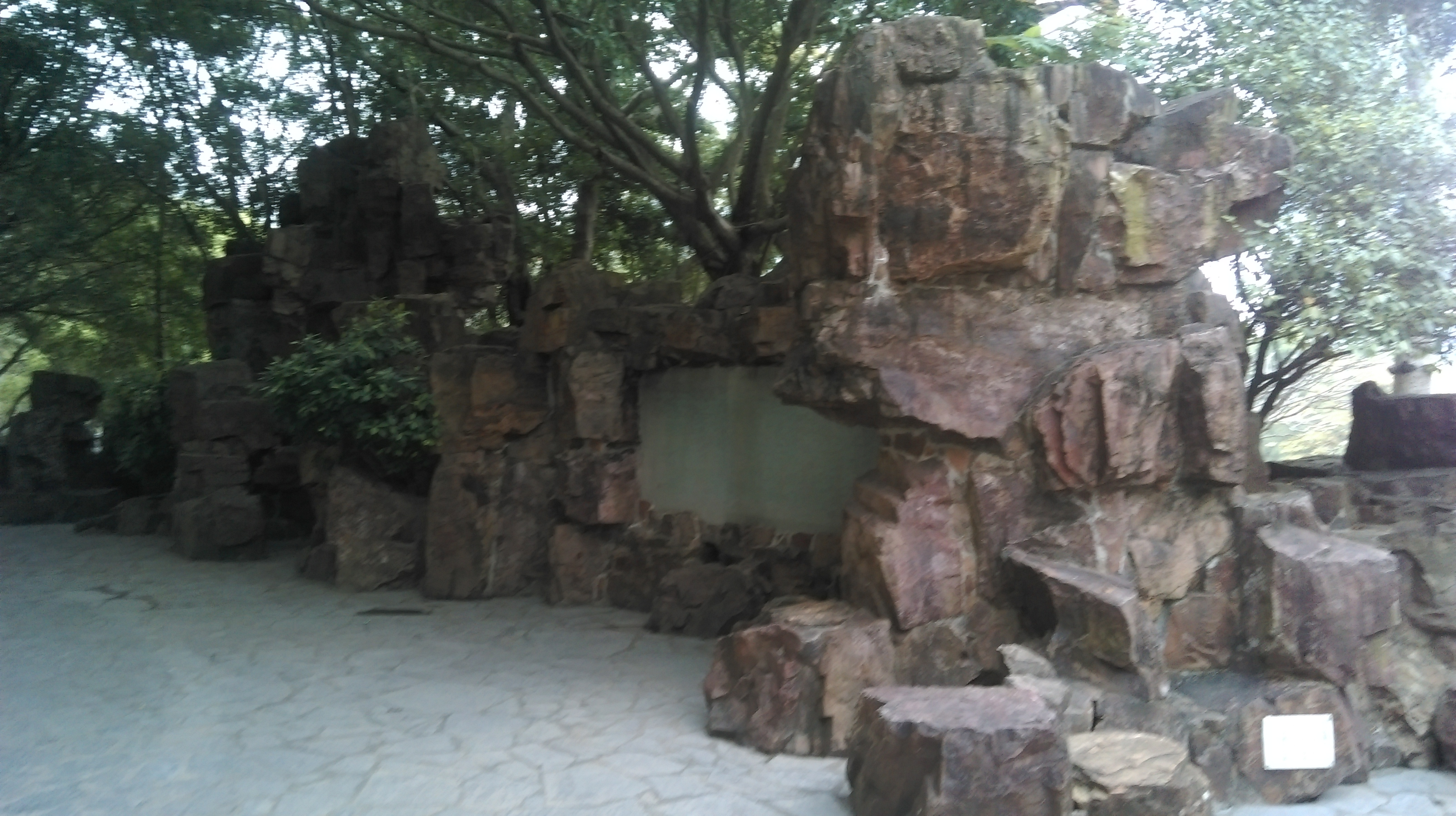
Le rocher du commandant.
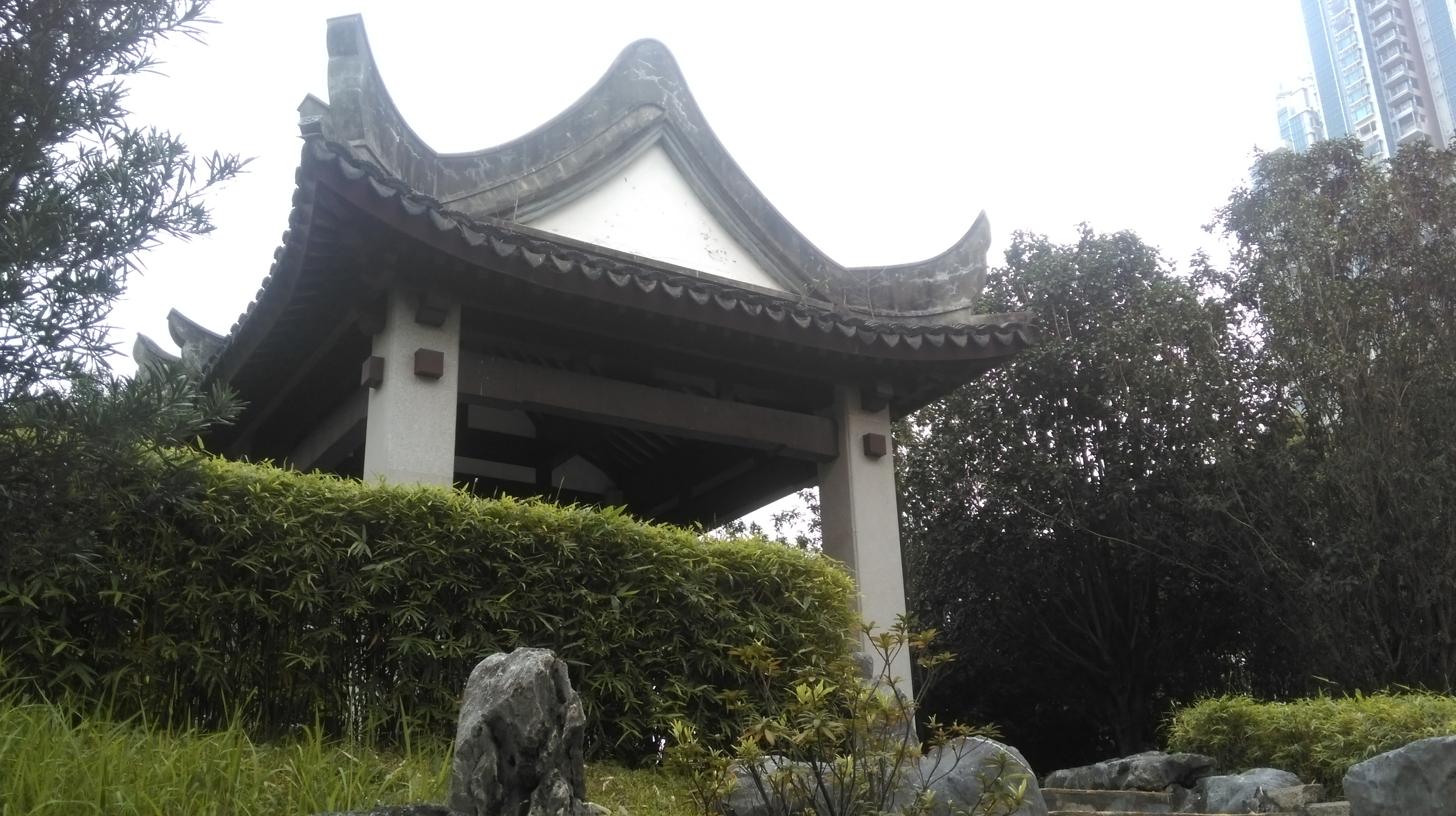
Le pavillon de la colline.
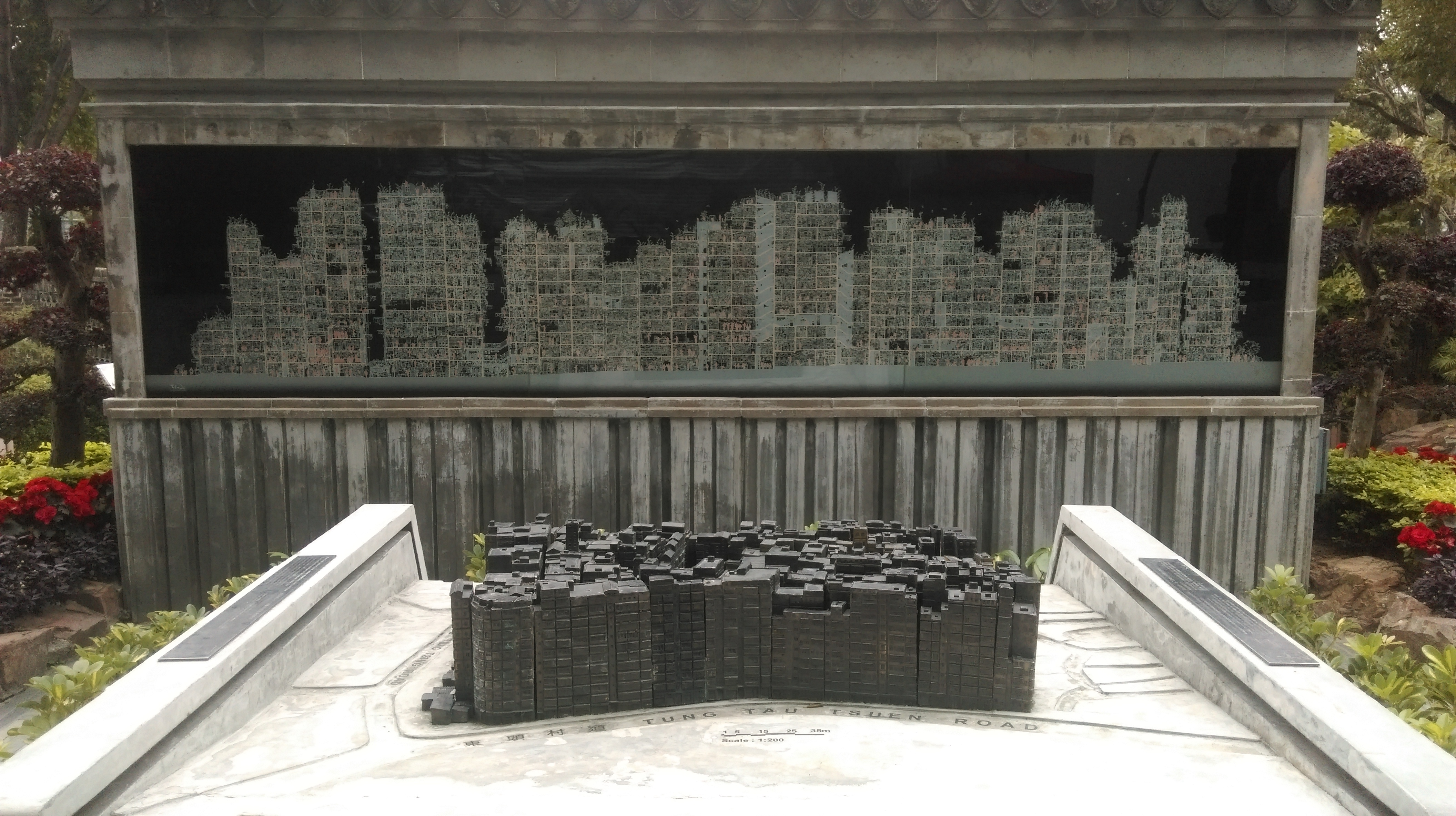
La maquette de la citadelle de Kowloon.
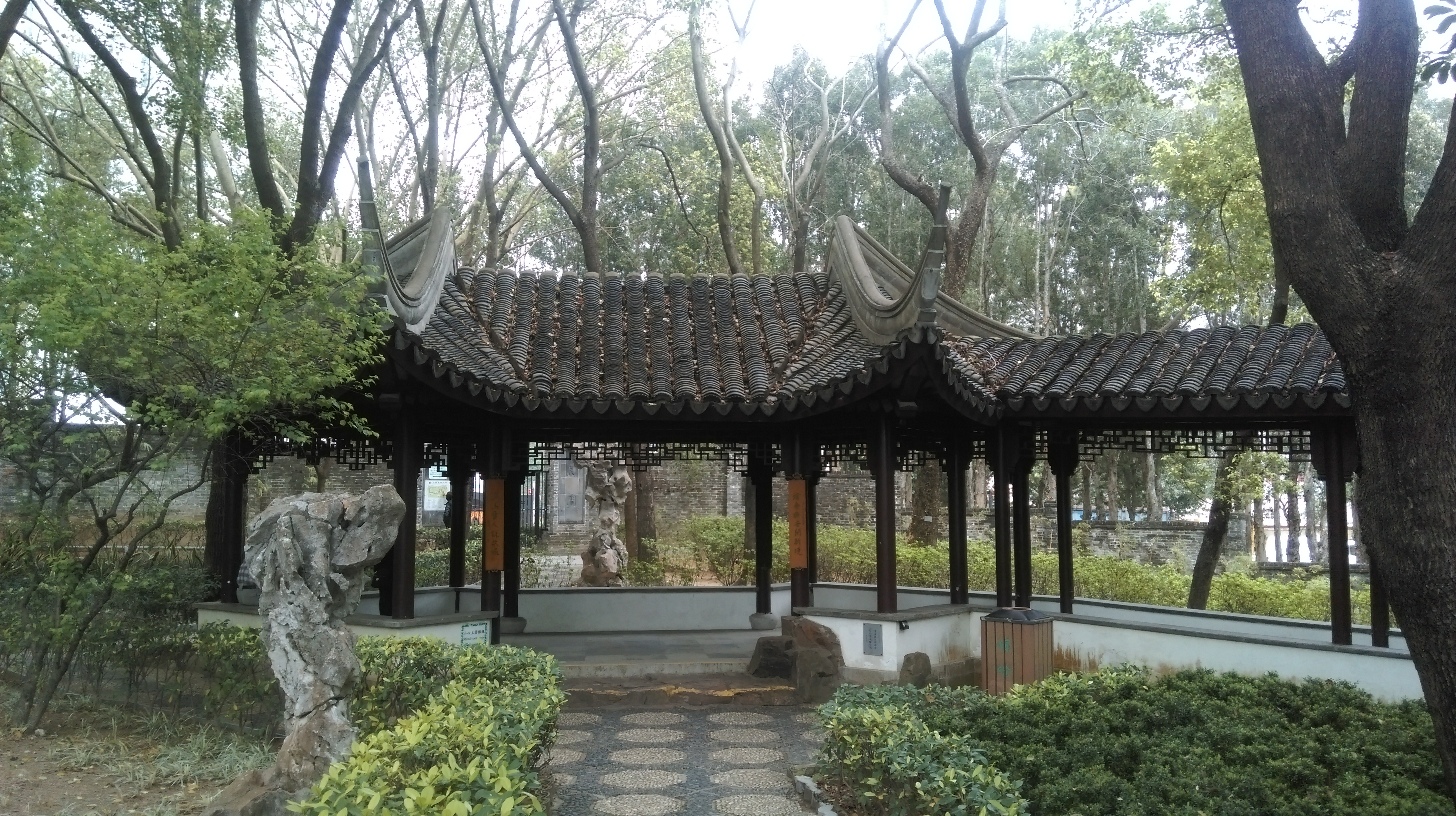
Le pavillon jumeau.
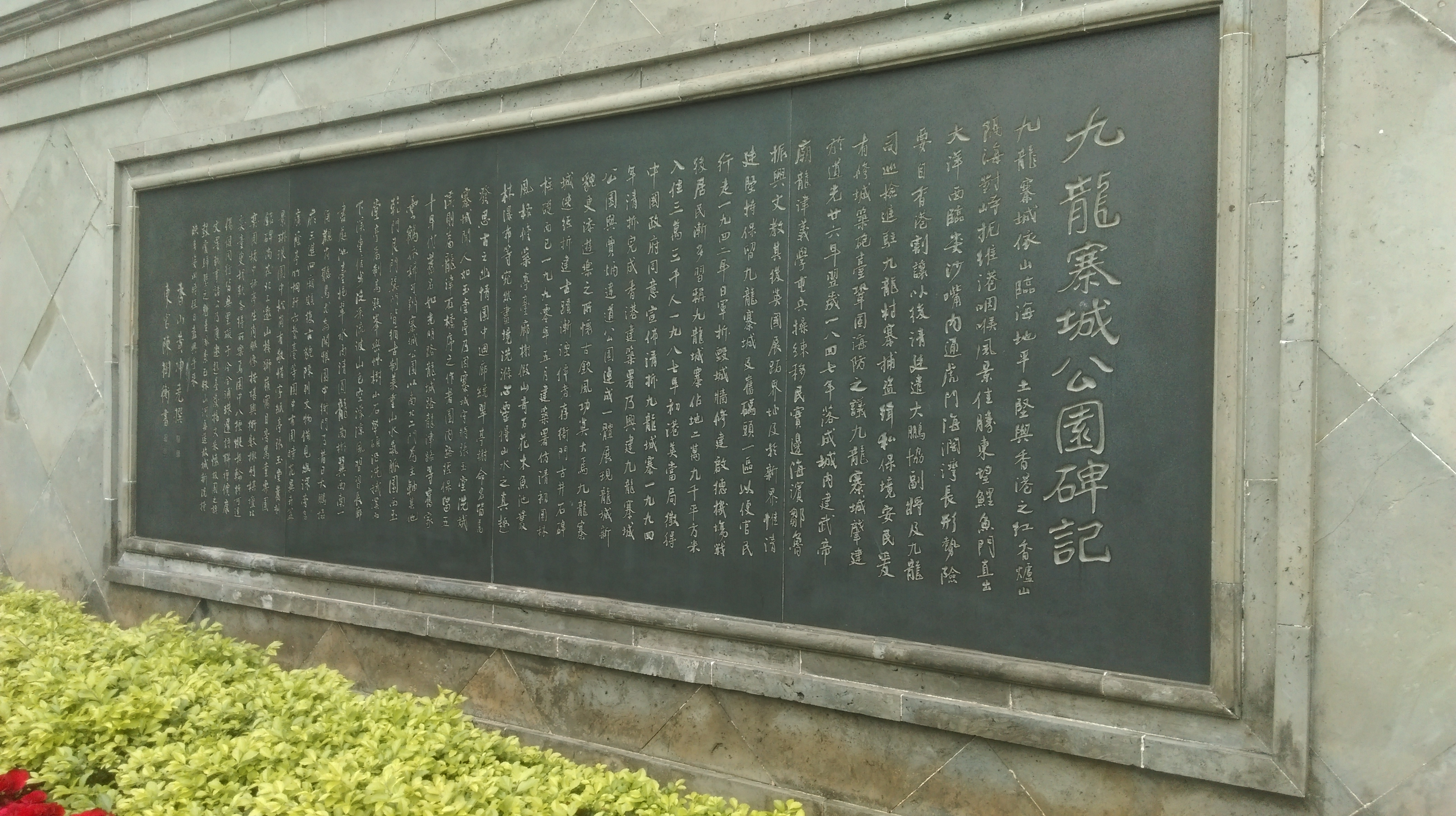
La tablette du jardin.
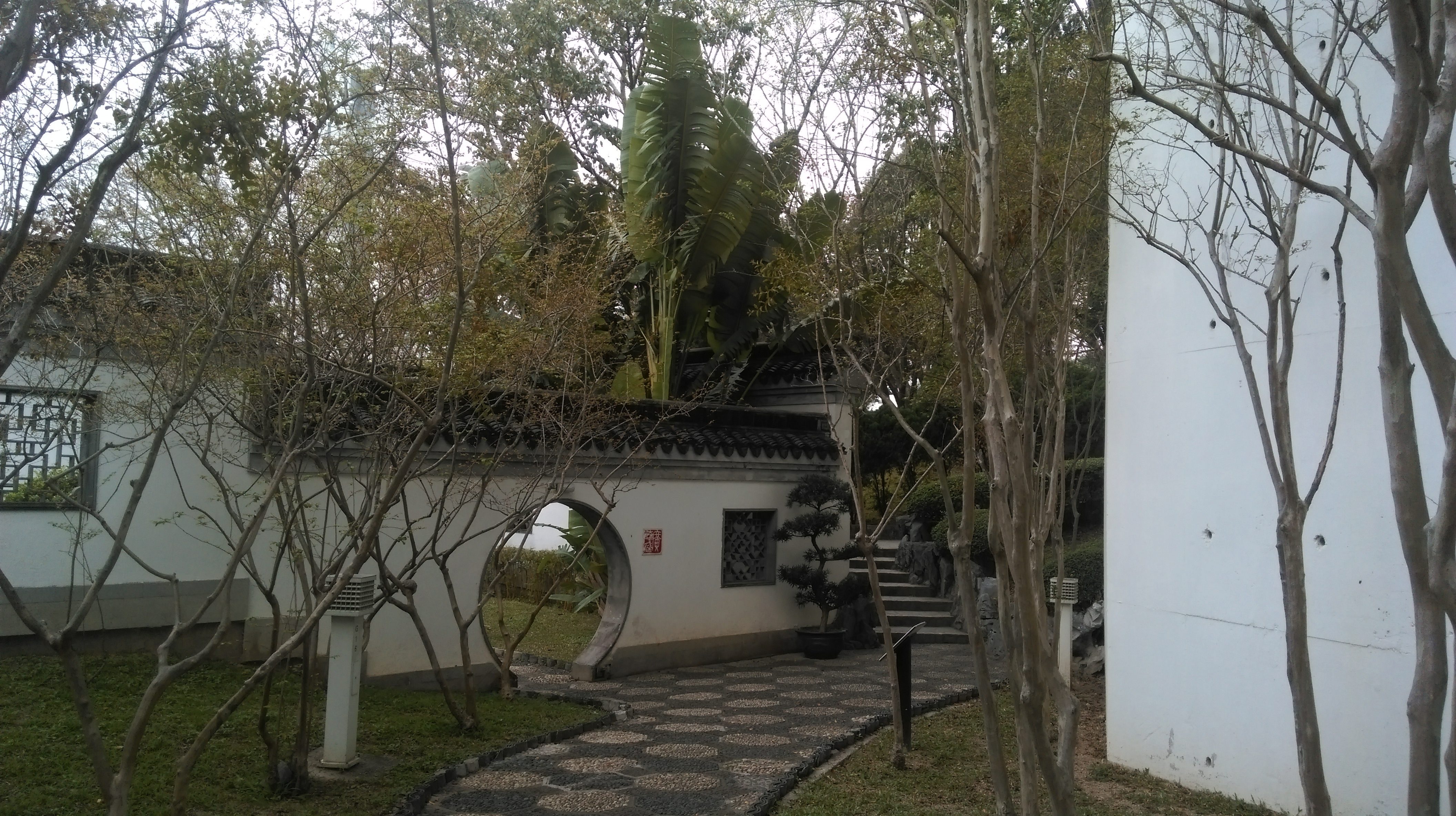
Le chemin au myrte.
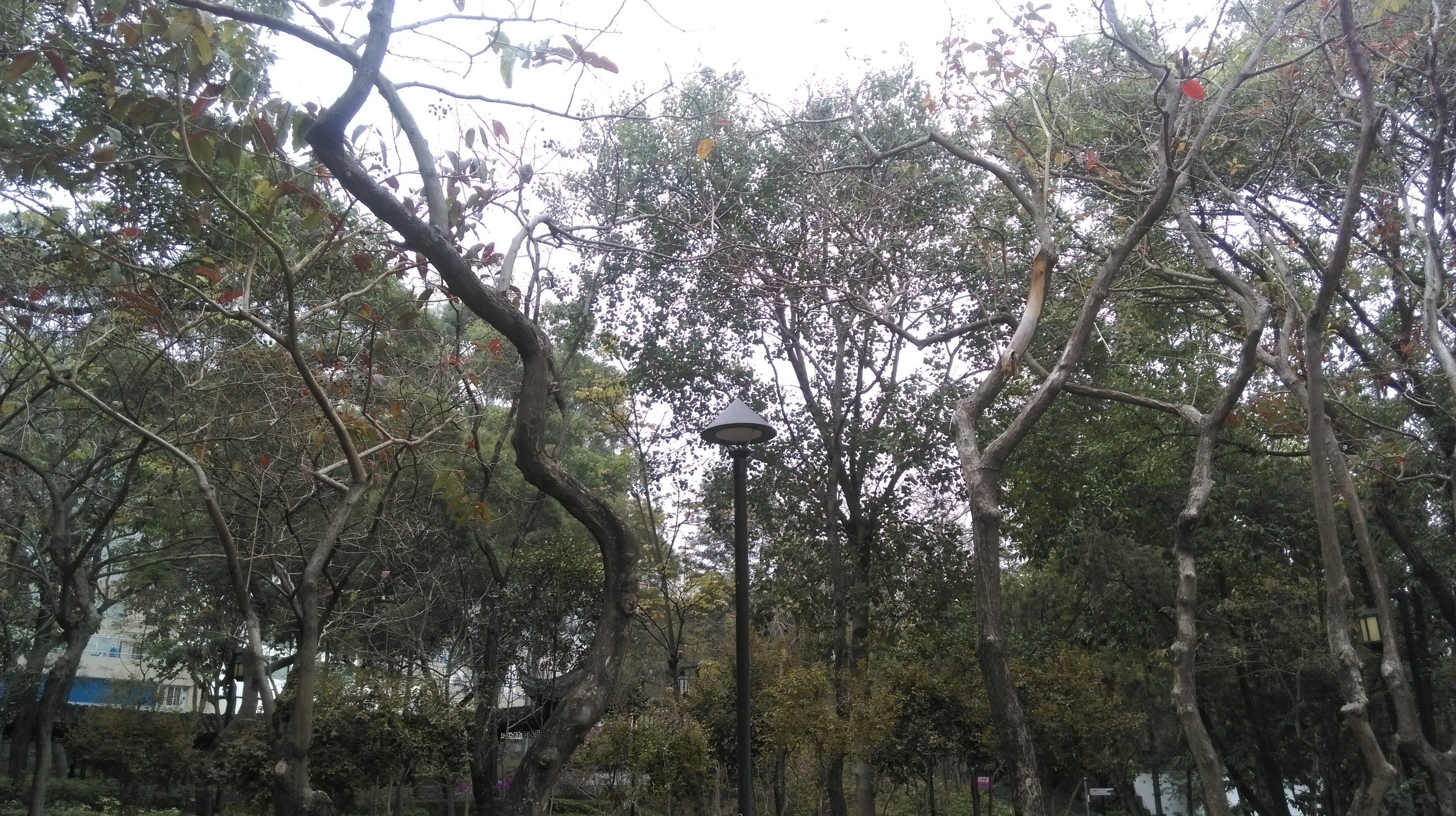
Le chemin de la feuille rouge.
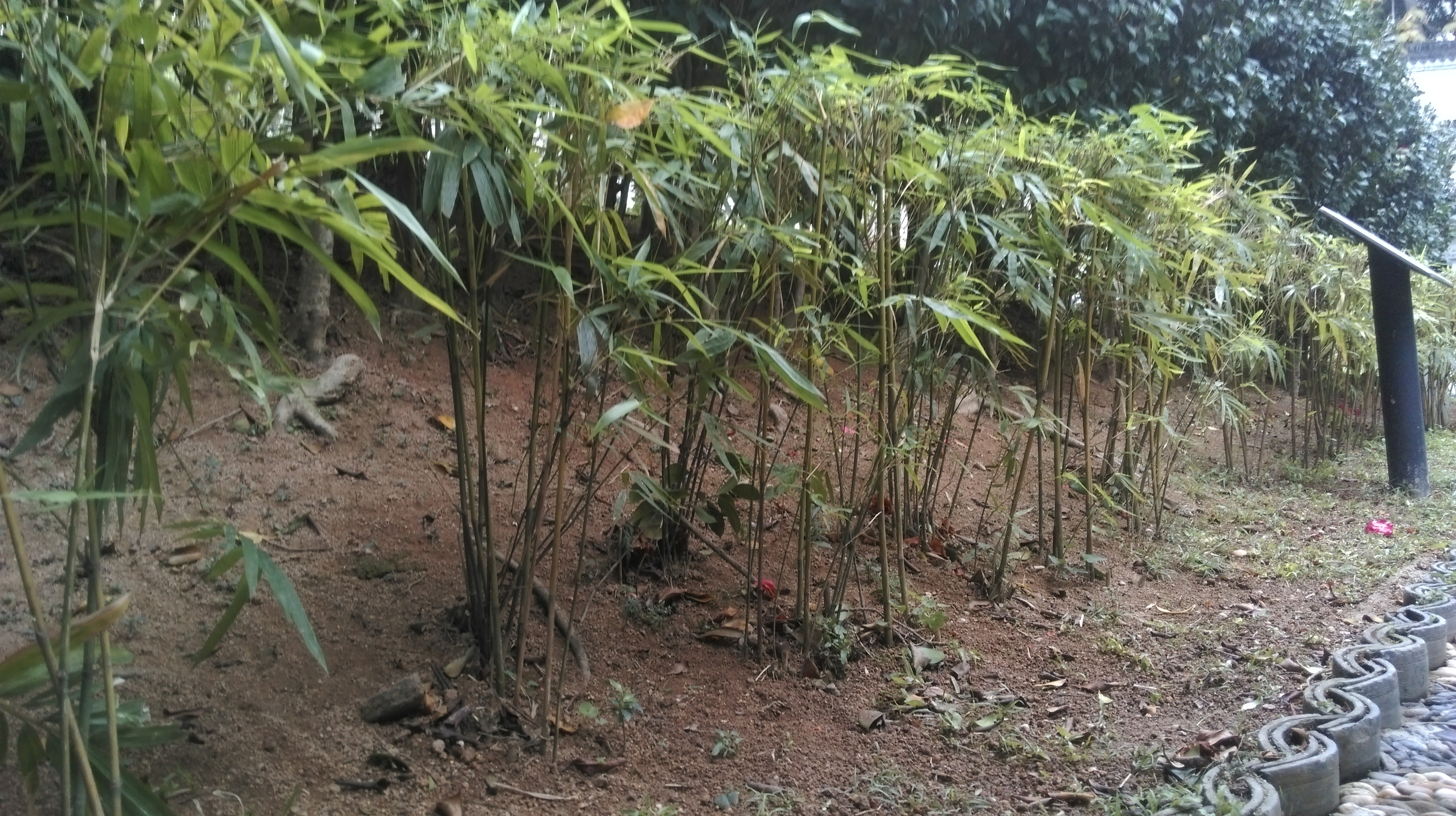
Le chemin aux bambous.
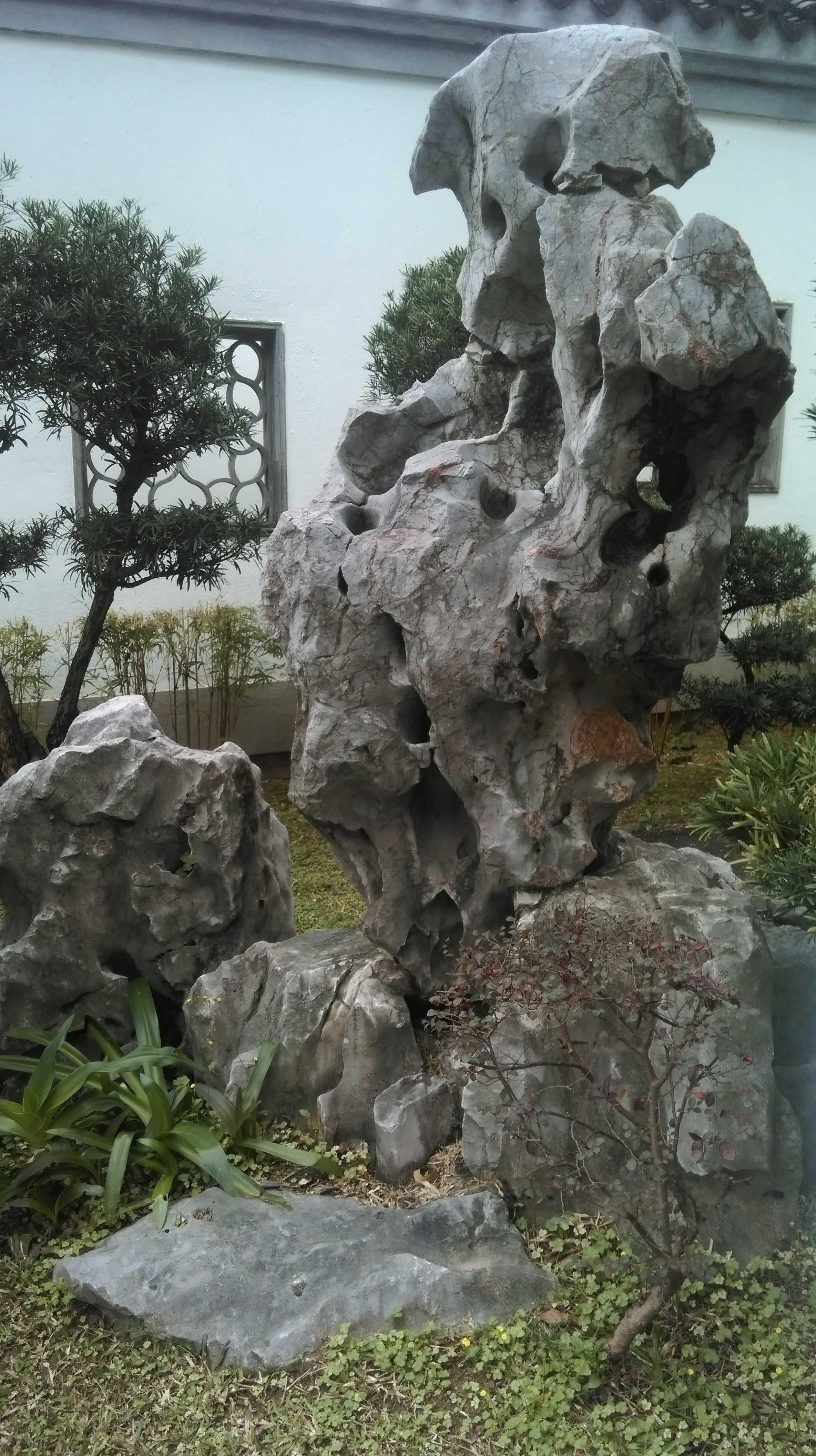
Le rocher Lau Chi Sham.
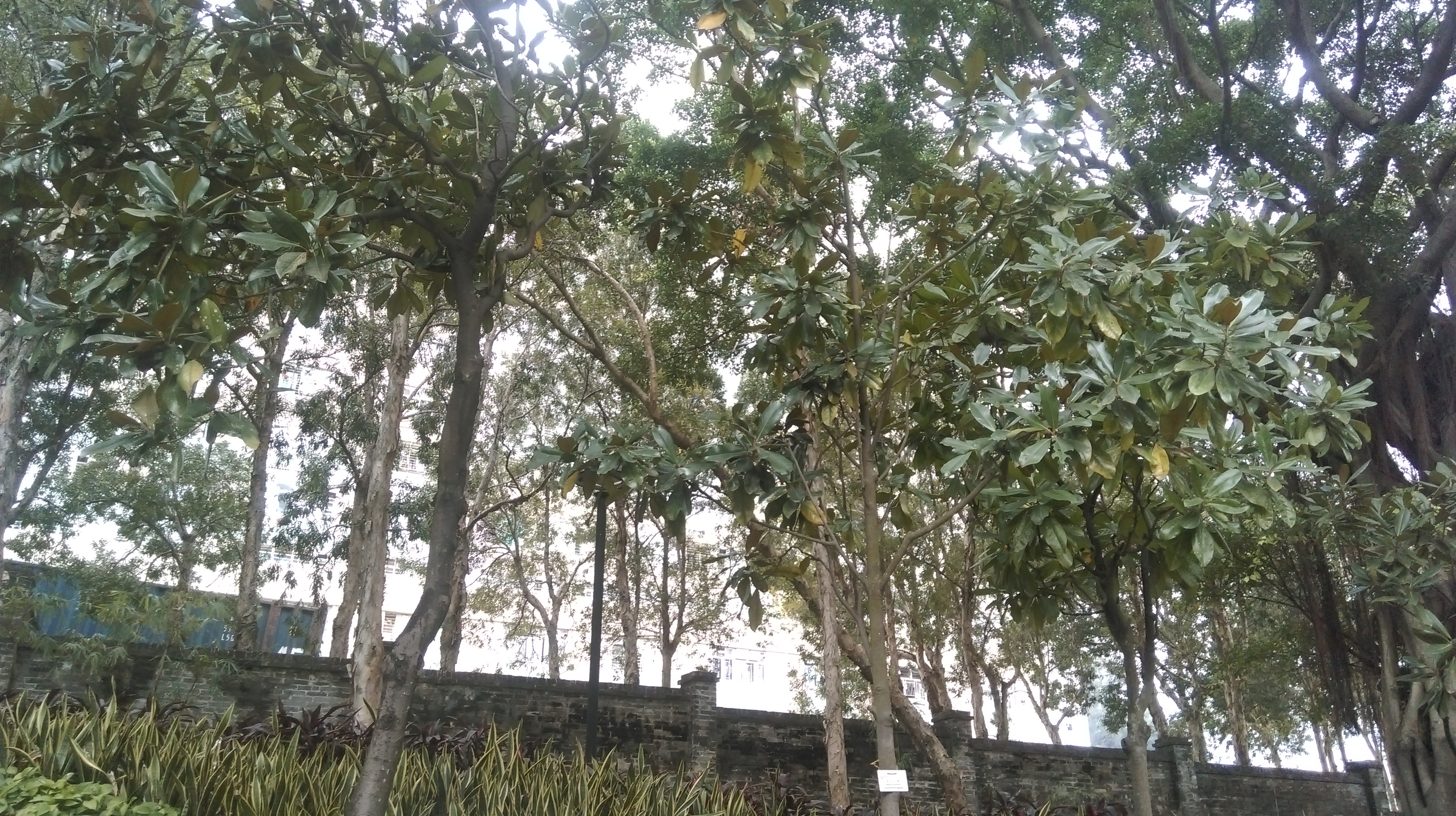
Le chemin de magnolia à fleurs de lotus.
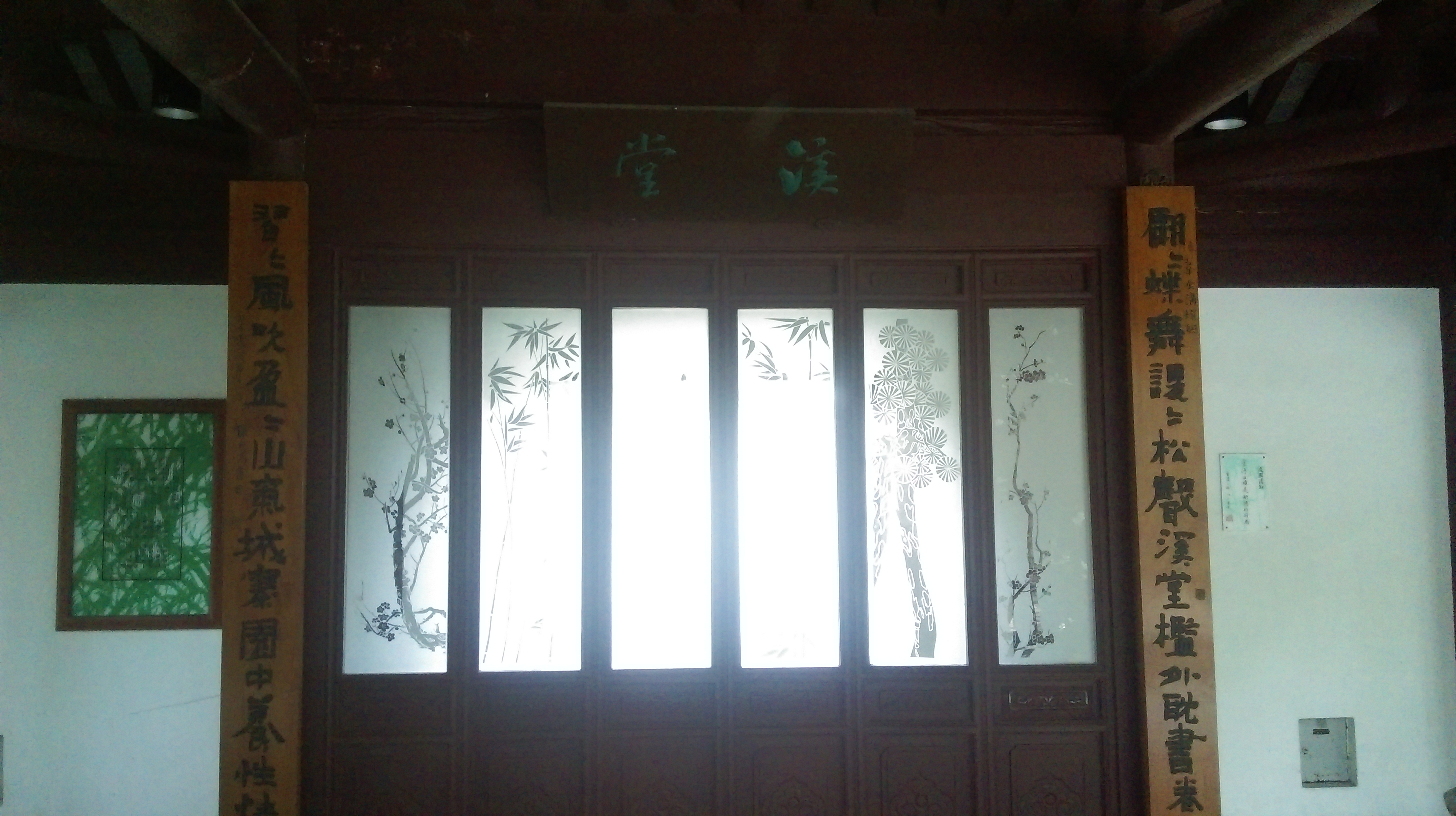
La chambre Brook.
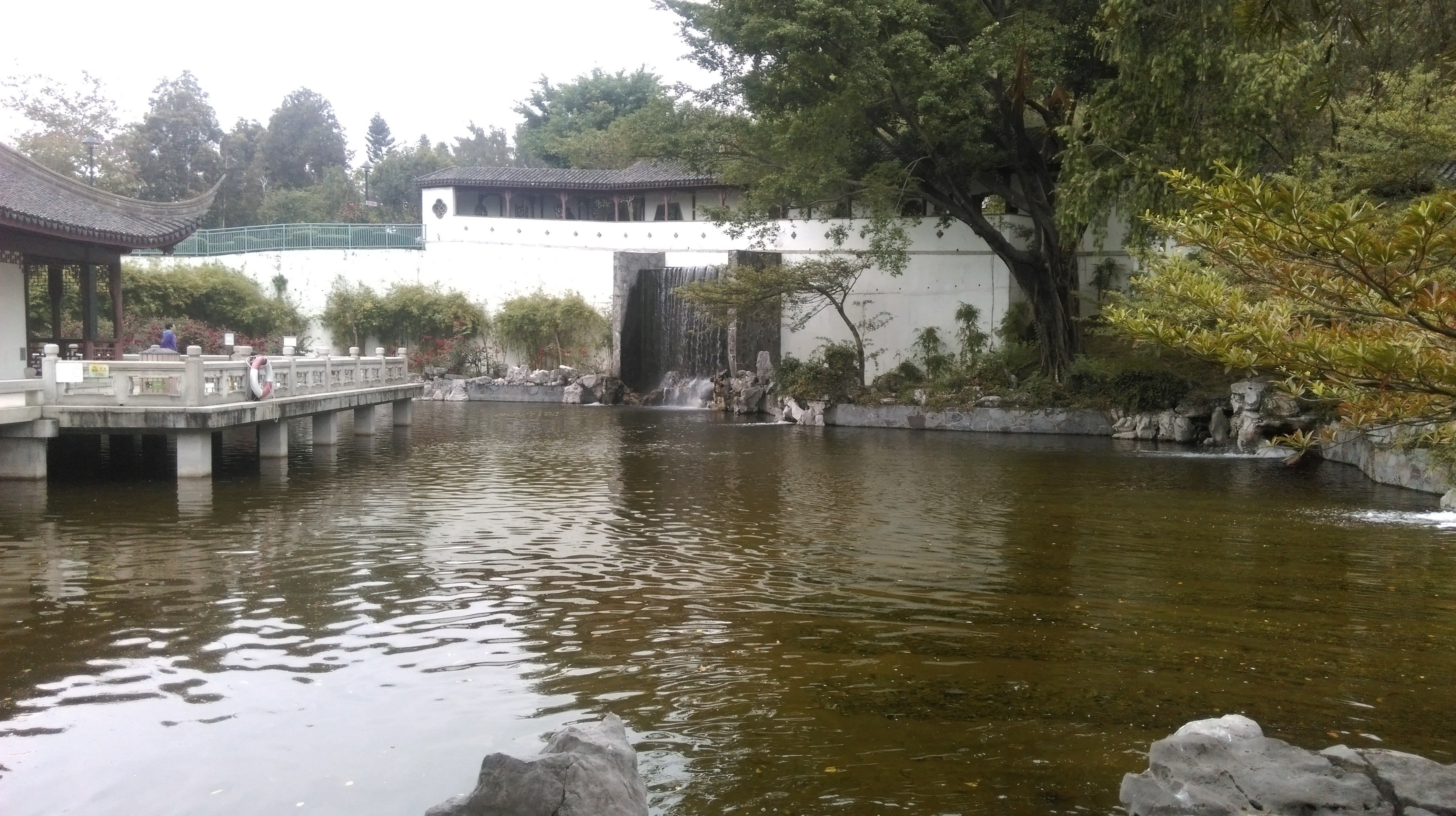
Le pavillon Lung Nam.